# Víktor Siniak
Víktor Siniak (en ruso: Виктор Синяк; 1970) es un deportista soviético que compitió en halterofilia. Ganó una medalla de plata en el Campeonato Europeo de Halterofilia de 1991, en la categoría de 56 kg.

## Palmarés internacional
| Campeonato Europeo | Campeonato Europeo     | Campeonato Europeo | Campeonato Europeo |
| Año                | Lugar                  | Medalla            | Categoría          |
| ------------------ | ---------------------- | ------------------ | ------------------ |
| 1991               | Władysławowo (Polonia) | Medalla de plata   | 56 kg              |